# Conduttimetria
La conduttimetria è una tecnica di analisi elettrochimica che sfrutta appunto la conducibilità degli ioni presenti in soluzione. 
Qualsiasi ione presenta una propria conducibilità e i due ioni che conducono di più in acqua sono H+ ed OH-. L'analisi sfrutta un unico concetto: la variazione della conducibilità in funzione del volume di titolante aggiunto. 
Si prenda il caso che si voglia titolare HCl con NaOH. All'inizio si avrà una conducibilità data da H+ e ione cloruro, Cl-. Aggiungendo l'idrossido di sodio si forma acqua per cui prima di raggiungere il punto equivalente si avrà una diminuzione della conducibilità (è stato prima detto che H+ conduce di più di un qualsiasi altro catione, che in questo caso è Na+). La conducibilità diminuisce con l'avanzare della titolazione e raggiunge un minimo che è dato dai soli Cl- e Na+, siamo al punto equivalente. Dopo il punto equivalente si avrà un eccesso di ioni ossidrili che conducono molto, per cui si innalza la conducibilità e la titolazione deve proseguire fino ad un volume doppio del volume equivalente.
Diagrammando la conducibilità in funzione del volume di titolante aggiunto, si ottiene un grafico a forma di V e il minimo indica il punto equivalente. Essendo due rette che si incrociano, bastano solo "pochi" punti prima e dopo il punto equivalente, per poter determinare quest'ultimo. Un approccio del tutto analogo lo si ha nella titolazione dei cloruri (o qualsiasi altro anione che dà precipitato quantitativo) con AgNO3.
In realtà per capire meglio la conduttimetria e per poterla applicare si deve fare riferimento alla legge di Ohm, dalla quale si ricava la resistenza, la resistenza specifica e il suo inverso che è la conducibilità specifica, la quale è proporzionale alla concentrazione dello ione. La diluizione che si avrebbe durante la titolazione potrebbe falsare l'analisi, cosa che si può evitare utilizzando titolanti molto concentrati ed apportando una modifica alla conducibilità letta sullo strumento, che tenga conto della diluizione.